# Prędkość polowa

Prędkość polową reprezentuje zielone pole

Prędkość polowa – stosunek pola powierzchni figury ograniczonej torem ruchu ciała poruszającego się wokół jakiegoś punktu (ogniska) (łukiem), przebytym w pewnym czasie i odległościami od końców toru (łuku) do ogniska, do tego czasu.
Pole zakreślone przez wektor położenia względem punktu A określa wzór:
{\displaystyle \operatorname {pole\,wektora\,} (ABC)={\frac {{\vec {r}}(t)\times {\vec {r}}(t+\Delta t)}{2}}=\Delta {\vec {A}}.}
Szybkość przyrostu pola zakreślanego przez wektor położenia:
{\displaystyle {\begin{aligned}{\frac {d{\vec {A}}}{dt}}&=\lim _{\Delta t\rightarrow 0}{\frac {\Delta {\vec {A}}}{\Delta t}}=\lim _{\Delta t\rightarrow 0}{\frac {{\vec {r}}(t)\times {\vec {r}}(t+\Delta t)}{2\Delta t}}\\[.2em]&=\lim _{\Delta t\rightarrow 0}{\frac {{\vec {r}}(t)\times [{\vec {r}}(t)+{\vec {r}}\,'(t)\Delta t]}{2\Delta t}}\\[.2em]&=\lim _{\Delta t\rightarrow 0}{\frac {{\vec {r}}(t)\times {\vec {r}}\,'(t)}{2}}\left({\frac {\Delta t}{\Delta t}}\right)\\[.2em]&={\frac {{\vec {r}}(t)\times {\vec {r}}\,'(t)}{2}}.\end{aligned}}}
Ale {\displaystyle {\vec {r}}\,'(t)} jest wektorem prędkości {\displaystyle {\vec {v}}(t)} poruszającego się punktu, dlatego:
{\displaystyle {\frac {d{\vec {A}}}{dt}}={\frac {{\vec {r}}\times {\vec {v}}}{2}}.}